# نیکویه
نیکویه، روستایی از توابع بخش مرکزی شهرستان تاکستان در استان قزوین ایران است.این روستا به عنوان یکی از معروفترین و پیشرفته ترین روستاهای بخش مرکزی شهر تاکستان شناخته میشود.
این روستا که در بین استان های استان قزوین و استان زنجان و استان گیلان  قرار گرفته است، یکی از بهترین مناطق از نظر کشاورزی و پرورش دام میباشد.

## جمعیت
این روستا در دهستان ایلات قاقازان غربی  قرار دارد و براساس سرشماری مرکز آمار ایران در سال ۱۳۸۵، جمعیت آن ۲٬۰۰۰ نفر (۵۰۰خانوار) بوده‌است.این روستا متشکل از اقوام آذری بوده که نام خانوادگی آنها عبارت است از مافی، قدیری، ششپری، سعیدی، قاسمی، قیداری، صالحی و ......